# Epimetasia gregori
Epimetasia gregori is een vlinder uit de familie van de grasmotten (Crambidae), uit de onderfamilie van de Odontiinae. De wetenschappelijke naam van deze soort is voor het eerst voorgesteld door Hans Georg Amsel in een publicatie uit 1970.

## Verspreiding
De soort komt voor in Afghanistan.

## Ondersoorten
- Epimetasia gregori gregori Amsel, 1970
- Epimetasia gregori gulbaharalis Amsel, 1970
- Epimetasia gregori panjaoalis Amsel, 1970